# 伊藤由奈のHEART to HEART
『伊藤由奈のHEART to HEART』（いとうゆなのハート・トゥー・ハート）は、伊藤由奈がパーソナリティーを務めるラジオ番組。JAPAN FM NETWORK（JFN）系全国ネットで2007年4月1日から2011年4月2日にかけて毎週放送された。全209回。放送基準日は月曜日。2005年10月4日から2006年3月28日にかけてInterFMで放送された「JOURNEY」（毎週火曜日23:00〜23:30）に次ぐ自身2本目のレギュラー番組である。
伊藤由奈本人が選んだ曲をオンエアしたり、海外アーティストの曲をカバーしたり、番組に寄せられたメッセージを読んだりする。リスナーの相談に乗ることもある。番組公開録音の実施、ゲスト出演が稀にある。
当番組は30分番組であるが、一部の放送局は次番組が「JFNニュース」である関係上、5分短縮された25分番組として放送している。

## コーナー
フリートーク
番組冒頭のフリートーク。大抵はスタッフから出された質問に答える形が多い。その後、伊藤由奈の最新シングル曲がオンエアされる。
メッセージコーナー
リスナーからのメッセージを読むコーナー。
Yuna Select
本人が選曲した2曲をオンエア。大抵は洋楽がオンエアされる。
アルバム発売前後はアルバムの収録曲がオンエアされるため休止。Studio Liveが放送される場合も休止だった。
Discover Japan
日本文化をよく知らない本人のためにスタッフが考案したコーナー。
スタッフから問題が出される。時にはリスナーからの出題もある。
食べ物に関する問題の場合は回答後、その食べ物が出てきて試食することもある。
毎週でなく不定期的に放送される。

## 過去のコーナー
Studio Live
海外アーティストの曲を1曲、アコースティックのアレンジでカバーするコーナー。
以前から番組や本人のオフィシャルサイトに、及びファンレターで「洋楽カバーをやって欲しい」というリクエストが寄せられていたこと、「いろいろな楽曲にトライしてみたい」という本人の希望により実現。
カバーする曲はリスナーによるリクエストの中から本人が選曲し、ギタリスト篤志とのセッションでスタジオから生歌披露される。
プロジェクト名は「Ito Yuna Respects」。
第171回〜第175回、第177回〜第181回にて放送された（Yuna Selectが放送される場合は休止だった）。

## Studio Live
| 回  | 曲名                         | 原曲のアーティスト名 |
| --- | ---------------------------- | -------------------- |
| 171 | I Don't Want To Miss A Thing | AEROSMITH            |
| 172 | All By Myself                | Jamie O'Neal         |
| 173 | She                          | Elvis Costello       |
| 174 | Just The Way You Are         | Billy Joel           |
| 175 | Hero                         | Mariah Carey         |
| 177 | Time After Time              | Cyndi Lauper         |
| 178 | Hard To Say I'm Sorry        | Chicago              |
| 179 | Beautiful                    | Christina Aguilera   |
| 180 | Careless Whisper             | George Michael       |
| 181 | It's My Life                 |                      |

第176回はYuna Select放送のため休止。

## 主な出来事
2007年
4月、番組放送開始。
第20回、第21回は秋田・秋田拠点センターアルヴェにてAFMの人気番組「JAM the Music」とのコラボレーションで7月29日に行われた番組初の公開録音の模様が放送された。ライブも行われ、「ENDLESS STORY -Acoustic Version-」、「Mahaloha -Acoustic Version-」が披露された。
第27回、第28回は鹿児島・アミュプラザ鹿児島で9月21日に行われた公開録音の模様が放送された。ライブも行われ、「Precious -Acoustic Version-」が披露された。
2009年
第97回は番組初のゲストとしてSpontaniaが出演した。
第102回はレーベルメイトである韓国人男性歌手Kがゲストとして出演し、Kのレギュラー番組「Beyond the K...」とのダブル公開録音が行われた。
第125回、第126回は神奈川・三浦海岸で行われた公開録音の模様が放送された。ゲストとしてKが再び出演。ライブも行われ、Carpentersの「Yesterday Once More」がデュエットで披露された。公開録音は実質的にこれが最後となり、全4回実施された。
第136回は11月8日に2009年学園祭ツアーの会場となった千葉県勝浦市・国際武道大学「黒潮祭」にて番組の公開録音が行われる予定だったが、新型インフルエンザに伴う大学休校のため実施中止（学園祭ライブも中止）となり、スタジオから通常の放送に変更された。
2011年
3月、最終週（3月27日〜4月2日）をもって番組放送終了。

## ネット局、放送時間
※2011年3月当時、22局ネット
- FM青森 - 木曜日19:30〜19:55
- FM岩手 - 日曜日24:00〜24:30
- AFM - 日曜日09:30〜09:55
- Rhythm Station - 土曜日11:00〜11:30
- RADIO BERRY - 土曜日12:30〜12:55
- FM-NIIGATA - 月曜日11:30〜11:55、土曜日09:30〜09:55（再放送）
- HELLO FIVE - 土曜日11:30〜11:55
- FM FUKUI（FM福井） - 木曜日17:00〜17:30
- FM OSAKA（FM大阪） - 木曜日04:30〜04:55
- e-radio - 火曜日20:30〜20:55
- Kiss FM KOBE - 土曜日09:00〜09:30
- V-air - 火曜日20:00〜20:30
- HFM - 火曜日05:00〜05:30
- FMY - 土曜日18:00〜18:30
- FM香川 - 日曜日20:00〜20:30
- Passion Wave（FM徳島） - 金曜日19:30〜19:55
- Hi-Six - 土曜日12:00〜12:30
- FMS - 日曜日18:30〜18:55
- fm nagasaki - 金曜日21:00〜21:30
- Air-Radio FM88（FM OITA） - 水曜日21:00〜21:30
- JOY FM - 火曜日21:00〜21:30
- FM沖縄 - 日曜日24:00〜24:30

AIR-G'、Date fm、TOKYO FM、FM長野、K-MIX、FM AICHI 807、JOEU-FM、FM FUKUOKA、特別加盟局のエコパラダイスFM（パラオ共和国）は非ネット（未放送）。
ネットを一旦打ち切っていたHFM、fm nagasakiは2010年10月より放送時間を変更してネットを再開。

## 過去のネット局（打ち切り局）、放送時間
- ふくしまFM - 水曜日20:30〜20:55
- FMぐんま - 土曜日11:00〜11:30
- FMとやま - 月曜日21:00〜21:30
- Radio80 - 日曜日18:00〜18:30（第1日曜日は放送休止）
- radio3（radio CUBE FM三重） - 土曜日09:00〜09:30
- FM OKAYAMA（FM岡山） - 日曜日22:30〜22:55
- エフエム・クマモト - 水曜日21:30〜21:55
- μFM - 木曜日19:30〜